# Љештани
Љештани су насељено мјесто у Западној Славонији. Припадају општини Окучани, у Бродско-посавској жупанији, Република Хрватска.

## Географија
Љештани се налазе на Псуњу. Удаљени су 11,5 км сјеверно од Окучана.

## Историја
Љештани су се од распада Југославије до маја 1995. године налазили у Републици Српској Крајини. До територијалне реорганизације насеље се налазило у саставу бивше општине Нова Градишка.

## Становништво
Према попису становништва из 2011. године, насеље Љештани је имало 19 становника.
| Националност       | 2001. | 1991. | 1981. | 1971. | 1961. |
| Срби               | 10    | 32    | 28    | 63    | 70    |
| Хрвати             | 4     | 0     | 0     | 0     | 0     |
| Југословени        | —     |       | 16    |       |       |
| остали и непознато | 1     | 3     |       |       |       |
| Укупно             | 15    | 35    | 44    | 63    | 70    |

| Демографија | Демографија | Демографија |
| Година      | Становника  | Становника  |
| ----------- | ----------- | ----------- |
| 1961.       | 70          |             |
| 1971.       | 63          |             |
| 1981.       | 44          |             |
| 1991.       | 35          |             |
| 2001.       | 15          |             |
| 2011.       |             | 19          |